# Kamienopol
Kamienopol – wieś na Ukrainie w rejonie lwowski (do 2020 roku w rejonie pustomyckim) należącym do obwodu lwowskiego.